# Rødstrubet vendehals
Den rødstrubede vendehals (Jynx ruficollis) er en spætte i ordenen af spættefugle. Den udgør sammen med vendehalsen underfamilien vendehalse. Den har en længde på 18 cm. Den rødstrubede vendehals er ikke en trækfugl, men lever hele året rundt i Afrika syd for Sahara. Her lever fuglen på savannen, hvor den yngler i huller i gamle træer. Hullerne kan være blevet lavet af andre fugle.